# Тит Нумиций Приск
Тит Нуми́ций (Нуми́зий) Приск (лат. Titus Numisius Priscus; VI—V века до н. э.) — римский политический деятель, консул 469 года до н. э.
Тит Нумиций был избран консулом совместно с Авлом Вергинием Трикостом Целиомонтаном. Он совершил удачный поход на вольсков, главной целью которого стал город Антий. Римляне захватили в этом походе большую добычу, в том числе 22 корабля. Антиковед Бартольд Нибур считал данные источников об этой победе недостоверными.